# Pologne aux Jeux olympiques d'hiver de 1932
La Pologne participe aux Jeux olympiques d'hiver de 1932, organisés à Lake Placid aux États-Unis. Ce pays participe aux Jeux olympiques d'hiver pour la troisième fois après sa présence à toutes les éditions précédentes. La délégation polonaise, formée de 15 hommes, ne remporte pas de médaille.

## Résultats

### Combiné nordique
| Athlète            | Épreuve    | Ski de fond     | Ski de fond | Ski de fond | Saut à ski | Saut à ski     | Saut à ski    | Saut à ski | Total  | Total |
| Athlète            | Épreuve    | Temps           | Points      | Rang        | Distance 1 | Distance 2     | Points totaux | Rang       | Points | Rang  |
| ------------------ | ---------- | --------------- | ----------- | ----------- | ---------- | -------------- | ------------- | ---------- | ------ | ----- |
| Andrzej Marusarz   | Individuel | 1 h 47 min 17 s | 147,00      | 24          | 45,0 m     | 50,0 m         | 188,1         | 20         | 335,10 | 19    |
| Stanisław Marusarz | Individuel | 1 h 39 min 56 s | 179,25      | 13          | 50,0 m     | 49,0 m (chute) | 128,8         | 28         | 308,05 | 27    |
| Bronisław Czech    | Individuel | 1 h 36 min 37 s | 195,00      | 8           | 51,0 m     | 50,0 m         | 197,0         | 14         | 392,00 | 7     |

### Hockey sur glace
| Équipe       | J | V | D | E | GP | GC |
| ------------ | - | - | - | - | -- | -- |
| Canada       | 6 | 5 | 0 | 1 | 32 | 4  |
| États-Unis   | 6 | 4 | 1 | 1 | 27 | 5  |
| Allemagne    | 6 | 2 | 4 | 0 | 7  | 26 |
| Pologne (4e) | 6 | 0 | 6 | 0 | 3  | 34 |

| 4 février  | Allemagne  | 2:1 (0:0,1:1,1:0)  | Pologne |
| 5 février  | États-Unis | 4:1 (1:0,2:0,1:1)  | Pologne |
| 7 février  | Canada     | 9:0 (2:0,5:0,2:0)  | Pologne |
| 8 février  | États-Unis | 5:0 (1:0,1:0,3:0)  | Pologne |
| 9 février  | Canada     | 10:0 (5:0,1:0,4:0) | Pologne |
| 13 février | Allemagne  | 4:1 (0:0,2:1,2:0)  | Pologne |

| 4e | Pologne |
|    | Adam Kowalski Aleksander Kowalski Włodzimierz Krygier Witalis Ludwiczak Czesław Marchewczyk Kazimierz Materski Albert Mauer Roman Sabiński Kazimierz Sokołowski Józef Stogowski |

### Saut à ski
| Athlète            | Épreuve         | Saut 1   | Saut 1 | Saut 1 | Saut 2   | Saut 2 | Saut 2 | Total  | Total |
| Athlète            | Épreuve         | Distance | Points | Rang   | Distance | Points | Rang   | Points | Rang  |
| ------------------ | --------------- | -------- | ------ | ------ | -------- | ------ | ------ | ------ | ----- |
| Andrzej Marusarz   | Tremplin normal | 51,5 m   | 91,3   | 22     | 54,0 m   | 94,6   | 21     | 185,9  | 22    |
| Stanisław Marusarz | Tremplin normal | 55,0 m   | 95,5   | 19     | 53,0 m   | 97,0   | 17     | 192,5  | 17    |
| Bronisław Czech    | Tremplin normal | 56,0 m   | 99,1   | 12     | 60,0 m   | 101,6  | 14     | 200,7  | 12    |

### Ski de fond
| Épreuve      | Athlète            | Course          | Course |
| Épreuve      | Athlète            | Temps           | Rang   |
| ------------ | ------------------ | --------------- | ------ |
| 18 km hommes | Zdzisław Motyka    | 1 h 41 min 58 s | 32     |
| 18 km hommes | Stanisław Skupień  | 1 h 41 min 48 s | 31     |
| 18 km hommes | Stanisław Marusarz | 1 h 39 min 56 s | 27     |
| 18 km hommes | Bronisław Czech    | 1 h 36 min 37 s | 18     |
| 50 km hommes | Stanisław Skupień  | DNF             | –      |
| 50 km hommes | Zdzisław Motyka    | DNF             | –      |